# Березин, Николай Ильич
Никола́й Ильич Бере́зин (1866—1938) — русский географ и библиограф, писатель, книготорговец и букинист.
Написал книгу об исследователе Арктики Нильсе Норденшёльде. Написал книгу о своём путешествии по Карелии.